# پژمان درستکار
پژمان درستکار برادر مسعود درستکار کشتی‌گیر آزادکار سابق ایرانی و سرمربی کنونی تیم ملی کشتی آزاد ایران است.
وی دو مدال طلای قهرمانی آسیا را در سال‌های ۲۰۰۱ و ۲۰۰۳ به دست آورد. او همچنین در بازی‌های المپیک تابستانی ۲۰۰۰ در دستهٔ ۷۶ کیلوگرم شرکت کرد و به جایگاه دوازدهم رسید.
درستکار از سال ۲۰۲۱ تا ۲۰۲۳ سرمربی تیم ملی کشتی آزاد بزرگسالان ایران بود